# Miniopterus maghrebensis
Miniopterus maghrebensis (Довгокрил магрибський) — вид родини довгокрилових (Miniopteridae), ссавець ряду лиликоподібні (Vespertilioniformes, seu Chiroptera).

## Етимологія
Назва maghrebensis відноситься до області (Магриб; регіон Північної Африки, розташованої між Атлантичним океаном, Середземним морем і Сахарою), де був виявлений новий вид.

## Морфологія
Невеликих розмірів, з довжиною голови і тіла 60 мм, довжина передпліччя між 45 і 48 мм, довжина хвоста 63 мм, довжина вух 13,4 мм.
Спинна частина від коричневого до темно-коричнево-сірого кольору, черевна частина світло-коричнева з основою волосся темно-коричневого кольору. Лоб високий і округлий, ніс вузький і з дуже маленькими ніздрями. Вуха світло-коричневі, короткі, вузькі, і відокремлені один від одного і з заокругленими кінцями. Крилові мембрани темно-коричневі або темно-сіро-коричневі. Має довгий хвіст.

## Середовище проживання
Цей вид широко розповсюджений у внутрішніх районах Марокко, Алжиру й Тунісу.

## Життя
Харчується комахами.